# Анна Савай
Анна Савай (яп. アンナ・サワイ, 11 червня 1992, Веллінгтон, Нова Зеландія) — японська актриса, співачка і танцівниця. Народившись у Новій Зеландії, вона переїхала до Японії зі своєю сім'єю у віці 10 років. Свою першу акторську роль вона отримала в 11 років як головний герой у постановці Nippon TV «Енні» у 2004. Пізніше Савай дебютувала в кіно як Кіріко у фільмі про бойові мистецтва «Ніндзя-вбивця» (2009) режисера Джеймса Мактіга.
Савай прославилася в Японії як одна з провідних вокалісток жіночої групи Faky з 2013 по 2018 рік. Вона повернулася до акторської майстерності, виконавши ролі другого плану в японському містичному серіалі «Кольори» (2018) і британському кримінальному трилері «Гірі/Хаджі» (2019). Її міжнародний прорив відбувся завдяки ролям Ель у «Форсаж 9» (2021), дев'ятому фільмі франшизи «Форсаж», і Наомі в драматичному серіалі Apple TV+ «Патінко» (2022–тепер). Вона здобула подальше визнання, зігравши Кейт Ренду в серіалі «Монарх: Спадщина монстрів» (2023—2024) і отримала визнання критиків за роль Маріко в історичному драматичному серіалі FX «Сьоґун» (2024).

## Раннє життя
Анна Савай народилася 11 червня 1992 року в Веллінгтоні, Нова Зеландія, в сім'ї японського походження. Її мати працювала вчителем фортепіано, а батько працював у компанії електроніки. З 3 років мати вчила її грати на піаніно та співати. Під час дитинства її сім'я часто переїжджала через роботу батька, який жив у Гонконгу та на Філіппінах, а потім оселився в Йокогамі (Японія), коли Анні виповнилося 10 років. Її старша сестра, Рейна, танцівниця балету та корифей в балетній компанії Гонконгу.

## Кар'єра

### Ранні акторські ролі та Faky (2004—2018)
Савай дебютувала в 11 років у 2004 році в токійській постановці «Енні» в ролі головного персонажа, яка одночасно транслювалася на Nippon TV. Савай успішно пройшла прослуховування для розважального конгломерату Avex Inc. у 2006 році, що принесло їй контракт на управління та навчання у внутрішньому музичному та танцювальному навчальному таборі. Після цього Савай продовжила свою акторську кар'єру, зігравши другорядну роль у телевізійній драмі «Наша пісня про кохання» (2007), і дебютувала в голлівудському повнометражному фільмі, зігравши роль другого плану у фільмі про бойові мистецтва Джеймса Мактіга «Ніндзя-вбивця» (2009), де вона зіграла Кіріко, бунтівну молоду ніндзя.
Савай продовжувала отримувати уроки вокалу та танців протягом усієї середньої школи, а пізніше вступила до Софійського університету. Під час навчання в університеті Савай взяв на роботу звукозаписний лейбл Avex Trax, і в березні 2012 року вона виконала національний гімн Сполучених Штатів у Токіо Доум, щоб розпочати сезон Вищої бейсбольної ліги 2012 року. Через місяць Савай було оголошено однією із учасниць жіночої групи ARA, абревіатура від «Avex Rising Angels», і в листопаді того ж року вони випустили кліп на свій перший і єдиний сингл «Make My Dreams Come True». Група розпалася на початку 2013 року після менш ніж року промоушену, але в липні того ж року Avex оголосила, що Савай знову дебютує як одна з провідних вокалісток жіночої групи Faky під лейблом Rhythm Zone. Вони дебютували з синглом «Better Without You» 29 липня 2013 року.
Виступаючи у складі Faky, Савай брала участь у ряді сольних проектів. У жовтні 2015 року вона з'явилася як виконавиця головної ролі в кліпі Елліотта Яміна на його пісню «Katy». Савай, разом із колегою по групі Акіною, брала участь у дебютному синглі Ямато «Shining», який вийшов 26 квітня 2017 року. Пізніше того ж року Савай озвучила роль Анжелік Нуар у відеогрі-симуляторі моди 2017 року «Style Savvy: Styling Star» і виконала головну пісню для гри «Girls Be Ambitious». У 2018 році вона повернулася до акторської роботи, зігравши роль другого плану в містичному серіалі про дорослішання «Кольори», з'явившись у двох епізодах. У травні 2018 року вона з'явилася як танцівниця в обмеженій постановці «The Book», режисером якої став Фуко Такенака, як частина танцювального колективу Think Tank Bang.
16 листопада 2018 року Faky оголосили про відхід Савай з групи, мотивуючи це своїм бажанням зосередитися на своїй акторській кар'єрі. Востаннє вона виступала з групою 20 грудня в рамках туру Four headlines.

### Прорив у Голлівуді (2019—…)
У 2019 році Савай зіграла Ейко, дочку боса Якудзи, у британському кримінальному трилері «Гірі/Хаджі». Прем'єра серіалу відбулася на BBC Two у жовтні та отримала схвальні відгуки критиків. Того ж року Савай була обрана на роль воїна бойових мистецтв Ель у «Форсаж 9», дев'ятому фільмі франшизи «Форсаж» режисера Джастіна Ліна. Після оголошення кастингу Савай підписала контракт з WME. Зйомки «Форсаж 9» проходили з червня по листопад 2019 року, а фільм вийшов 19 травня 2021 року, отримавши змішані відгуки. «Форсаж 9» встановив кілька касових рекордів під час пандемії зі світовими прибутками в розмірі 726 мільйонів доларів, а Савай особливо хвалили за те, що вона «трималася на рівні разом із ветеранами франшизи».
З 2022 року Савай грає головну роль Наомі в екранізації серіалу «Патінко» на Apple TV+, заснованому на однойменному романі Мін Джин Лі. Наомі — оригінальний персонаж, створений для серіалу. Серіал дебютував 25 березня 2022 року та отримав схвальні відгуки критиків; наступного місяця його було продовжено на другий сезон. Акторський ансамбль серіалу отримав нагороду «Незалежний дух». У червні 2022 року Савай було обрано на роль Кейт Ранди, головної ролі в телесеріалі Legendary Monsterverse «Монарх: Спадщина монстрів». Шоу є спінофом фільму «Ґодзілла» 2014 року, прем'єра якого відбулася на Apple TV+ 17 листопада 2023 року і була позитивно сприйнята критиками.
У вересні 2021 року Савай була обрана на головну жіночу роль, леді Маріко, в обмеженому серіалі FX «Сьоґун», заснованому на однойменному романі Джеймса Клавелла. Прем'єра серіалу відбулася в лютому 2024 року, і гра Савай отримала схвалення критиків. New York Times стверджує, що Савай «надзвичайно переконлива і захоплююча у ролі Маріко», а Rolling Stone сказав, що Савай «багато про що говорить зі кожним зболеним виразом обличчя Маріко». RogerEbert.com назвав її гру «викривальною», а Entertainment Weekly похвалив Савай за еволюцію ролі після версії 1980 року зі «сталевою силою та жвавою вдачею, що личить сучаснішій аудиторії». The Hollywood Reporter назвав цю роль кар'єрним досягненням для актриси: «Савай кілька років навшпиньки йшла до повноцінної зірки з ролями другого плану… але це відчувається, ніби вона прийшла. Актриса так повністю вселяється в Маріко як тендітна, хитка душа і непомітний поганець».

## Особисте життя
Савай володіє двома мовами: англійською та японською. Вона проживає в Токіо, Японія.

## Фільмографія

### Кіно
| Рік  |   | Українська назва    | Оригінальна назва       | Роль   |
| ---- | - | ------------------- | ----------------------- | ------ |
| 2009 | ф | Ніндзя-вбивця       | англ. Ninja Assassin    | Кіріко |
| 2021 | ф | Форсаж 9            | англ. F9                | Еллі   |
| 2026 | ф | Як пограбувати банк | англ. How to Rob a Bank |        |

### Телебачення
| Рік       |   | Українська назва          | Оригінальна назва                 | Роль                    |
| --------- | - | ------------------------- | --------------------------------- | ----------------------- |
| 2007      | с | Наша пісня про кохання    | яп. 愛のうた!                     | Нацу / 1 серія          |
| 2018      | с | Кольори                   | яп. colors (配信ドラマ)           | 2 серії                 |
| 2019      | с | Гірі/Хаджі                | англ. Giri/Haji                   | Ейко Фукухара / 6 серій |
| 2022—2024 | с | Патінко                   | англ. Pachinko                    | Наомі / 11 серій        |
| 2023      | с | Монарх: Спадщина монстрів | англ. Monarch: Legacy of Monsters | Кейт Ренда / 10 серій   |
| 2024      | с | Сьоґун                    | англ. Shōgun                      | Тода Маріко / 10 серій  |

### Музичні відео
| Рік  | Назва  | Артист      | Роль         | Прим.  |
| ---- | ------ | ----------- | ------------ | ------ |
| 2015 | «Katy» | Елліот Ямін | головна роль | [ 22 ] |

### Відеоігри
| Рік  | Назва                     | Голосова роль | Примітки                          | Пос.   |
| ---- | ------------------------- | ------------- | --------------------------------- | ------ |
| 2017 | Style Savvy: Styling Star | Анжелік Нуар  | північноамериканська і PAL версії | [ 24 ] |

## Театр
| Рік  | Production | Роль       | Заклад                   | Прим.         |
| ---- | ---------- | ---------- | ------------------------ | ------------- |
| 2004 | «Енні»     | Енні       | DDD Aoyama Cross Theater | [ 10 ] [ 11 ] |
| 2018 | Книга      | танцівниця | Театр Овлспот            | [ 27 ]        |

## Нагороди і номінації
| Нагорода         | Рік  | Категорія                                                 | Номінована робота | Результат | Прим.  |
| ---------------- | ---- | --------------------------------------------------------- | ----------------- | --------- | ------ |
| Pena de Prata    | 2022 | Найкращий акторський ансамбль у драматичному серіалі      | Патінко           | Номінація | [ 57 ] |
| Незалежний дух   | 2023 | Найкращий акторський ансамбль у новому сценарному серіалі | Патінко           | Перемога  | [ 45 ] |
| Gotham TV Awards | 2024 | Виняткове виконання у обмеженій серії                     | Сьоґун            | Номінація | [ 58 ] |